# 華歌恋
華 歌恋（はな かれん、1985年1月23日 - ）は、日本のAV女優
東京都出身、身長:160cm 、スリーサイズ:B・86cm（Dカップ）

## 作品
- 歌恋（2004年3月26日、マックス・エー）
- フレッシュ☆ボイス（2004年4月23日、マックス・エー）
- スキあり!（2004年5月21日、マックス・エー）
- ああ、ご主人様（2004年6月25日、マックス・エー）
- ビージーン22（2004年7月9日、桃太郎映像出版）
- 挑発!!ビキニ娘（2004年8月6日、桃太郎映像出版）
- 淫女優養成講座（2004年9月3日、桃太郎映像出版）
- フェロモンで誘う猥褻3話（2004年10月15日、桃太郎映像出版）
- コスプレックス（2004年12月3日、桃太郎映像出版）
- 新宿のラブホテルに呼び出してハメちゃった!（2004年12月10日、桃太郎映像出版）他出演:上原美紀
- 中出しスペシャル（2004年12月17日、桃太郎映像出版）
- ブルーファイル（2004年12月28日、マックス・エー）マックス・エーからの3作品を収録